# Rosa Cursach
Rosa Cursach Salas (Artá, 15 de febrero de 1967) es una filósofa, teóloga y política feminista española.

## Trayectoria
Estudió Teología en el Centro de Estudios Teológicos de Mallorca (CETEM) y Filosofía en la Universidad de las Islas Baleares (UIB). Hasta 2015, ejerció como profesora de Educación Secundaria Obligatoria (ESO) y de Religión, Ética y Filosofía de Bachillerato en el Colegio Beato Ramon Llull de Inca. 
Es fundadora de la entidad Creients i Feministes y además, ha colaborado con el grupo Desigualdades, Género y Políticas Públicas de la Universidad de las Islas Baleares. 
Ha llevado a cabo numerosas investigaciones y publicaciones sobre feminismo e igualdad, y ha impartido cursos y ponencias en las que analiza los paradigmas sobre género, políticas públicas, experiencias de políticas de igualdad en España, feminismo y religión o derechos humanos, entre otros.
En julio de 2015, fue nombrada directora del Instituto Balear de la Mujer. Cuatro años después, en julio de 2019, siendo miembro de la coalición política Més per Mallorca, Cursach fue nombrada directora de Igualdad del Consejo Insular de Mallorca, área que pertenece al Departamento de Presidencia, teniendo a su cargo los servicios de atención a las mujeres y víctimas de violencia de género.
Cursach encabezó la lista de la coalición Veus Progressistes al Senat en las Elecciones generales de España de abril de 2019.